# 海外視察
海外視察（かいがいしさつ）とは、「視察」と称した海外渡航の総称。
日本においては官民ともにコストと結果が見合っていない場合や実態が海外旅行状態の場合などは批判される。特に国会や地方議員など公金負担の海外視察の場合、単なる物見遊山ではなく、「報告書」や「成果」がコストに見合う内容か、そもそも国益に反していないかや渡航先自体が適切かも批判対象になる。国家間外交関係は非公開になりがちだが国益になる海外の要人とのパイプの強化や国家間儀礼などのケースもある。

## 民間企業
明確な目的意識を持たない場合は、｢観光気分｣と批判される。日本企業でも海外視察の｢目的意識の欠如｣が問題になっており、約70％は｢こういうことをするために、こういう企業を訪問して、こういう話を聞きたい｣との具体的な目的を持っていないと指摘されている。

## 日本国地方議員・公費海外視察不要論と住民訴訟
日本には「地方議員」が3万人もいる。NHKによると、彼らが公費で海外視察することに必要性がないと地方議員らからも指摘されてきた。地方議員による海外視察には日本国民は批判的であり、住民訴訟が相次いでいる。
税金による海外視察をした都道府県議会は、事実上の観光旅行」との批判や自治体の財政悪化などを理由に海外視察を休止する議会が増えていたことで過去最少の11議会だけだった平成23年（2011年）との比較で、2018年度2倍以上の29議会に増えているが意義のある視察はほとんどないことが指摘されてある。公費海外視察が裁判で観光だと判断された場合には本人らへ請求される。特に監視の目が届きにくい地方議員らよる「海外視察」「海外〜」 が問題になっており、公費搾取発覚時に返還請求を認める判決が度々起きている。
「全国市民オンブズマン連絡会議」による2015～18年の全都道府県、政令市、中核市を対象に海外視察のアンケート調査を実施した。その結果は、香川県議会の海外視察の支出額は総額9133万円で、愛知県の1億2529万円に次いだ全国2番目の多さであった。そして、視察費用は香川県の場合は地方議員1人当たり941万円であり、全国平均80万8000円の11.7倍で、多すぎると批判された。2016～17年の香川県議の海外視察4件については、地元の市民オンブズ香川が議員20人に対する費用返還住民訴訟で勝利し、2021年12月に高松地裁が実質的には観光」だったと計約760万円の返還命令を出している。

## 一般国会議員

### 日本
国会議員が関わる海外視察は複数ある。大別として、「議員団」形式と「個人」形式がある。個人渡航は自費である。逆に、議員団で視察する際には、視察の報告書を各議長に提出する義務があるが公費負担である。衆議院議員は委員会として議員団を議成するのに対して、参議院議員は各会派で特定の政策テーマごとに議員団構成するのが慣例となっている。
日本の衆参両院の「各委員会が実施している海外視察」では年間6億円の公費が使われている。衆議院議員は1人当たり上限170万円、参議院議員は無制限となっている。このため、自民党の作業チームは、海外視察費用の上限引き下げ・海外視察許可に対する審査基準の厳格化方針を示した。
民主党は2007年に小沢一郎代表（当時）率いる435人の「交流協議機構・大長城計画訪中団（2007年12月6日～12月10日）」で中華人民共和国への海外視察・中国共産党との党同士による交流を行った。そのため、万里の長城や北京の天壇公園で撮影した集合写真が党のアーカイブサイトに残っている。
2023年7月末に自民党女性局によるフランスへの海外視察（国会議員4人と地方議員など計38人が参加。7月24〜28日に3泊5日で訪問。渡航目的は「少子化対策や幼児教育の義務教育化」）が世論の批判を浴びた。ただし、野党も国民民主党を除き、フランス渡航自体は批判しなかった。背景としては、上記の訪中団のように野党議員も団体での海外視察を行うため、情報発信のあり方だけを問題視した。日本共産党の小池晃書記局長は、「一概に海外にいろんな調査視察に行くってことを否定するものでありませんけど...ありませんけど...」と今回の海外視察自体は否定せず、記念写真のポーズだけを「やっぱりちょっと、ああいう行動は慎んだ方がいいのではないか」と述べた。Jcastニュースによると対照的に野党で今回のフランスへの海外視察自体も批判したのが国民民主党の玉木雄一郎代表だけであった。彼は、「我々は、とっくの昔に公約に書いてますので、フランス行くのもいいんですけど、国民民主党の政策も、研修で学んでいただきたいなと思っております」と批判した。

### 韓国
韓国では、2023年野党共に民主党議員による反日パフォーマンスのための日本視察が批判された。与党「国民の力」幹部は「反日パフォーマンス」だと指摘し、「（韓国の）国益を害し、国の品格を傷つける行為だ」と批判した。訪日団は、現場視察どころか、日韓議員連盟との面会も出来なさったため、韓国国内外で訪日の成果が疑問視された。

## 日本国総理大臣や閣僚・議会拘束緩和案
日本以外の国の首脳や閣僚は「発言する場合にのみ出席するのが一般的」である。しかし、日本では、発言場面が無いとわかっている時にも事実上の出席が義務とされているため、総理大臣や閣僚に対する国会出席時間が諸外国に長い。このために、総理大臣や閣僚が発言も無い国会出席のために国際会議の欠席することになるなど外交上の弊害が起きている。
日本の総理は国会出席日数127日（2011年1月～12月）であり、他国比較で特出している背景には、日本国では総理の毎議会出席慣例があり、通常9時から17時まで時束されるの。他国は発言機会がある時のみ出席するため、ドイツ首相は11日（2009年11月～10年11月、  フランス首相は12日（2007年7月～08年7月）、イギリス首相の36日（08年12月～09年11月）であった。国立国会図書館による主要国の首脳の一年間の国会出席日数に関する調査報告書によると、日本が108日（2016年）、英国は38日（2016～2017年）で、ドイツは6日（2016年）、アメリカ合衆国の大統領は1日（一般教書演説のため両院合同委員会出席日のみ。2017年）のみである。
　衆院調査局によると、議院内閣制の日英の首相の国会出席日数を比較すると、日本の首相の国会出席回数は112回出席時間370時間程度（2016年）に対して、英首相は国会出席 46回出席時間50時間程度（2015--16年会期）だけであった。
外相も、アメリカは6日、英国18日、ドイツ16日（本会議のみの日数）なのに対して、、2022年の1年間の林芳正前外相の国会数は86日（本会議・委員会に同日出席した場合の重複を除く）と突出していた。国会会期中の委員会と国際会議などの外交日程が重なることが多い。2023年3月には林外相は国会日程のために、インド開催のG20外相会合への出席を断念し、山田賢司外務副大臣が代理出席した。しかし、G20欠席中に日本で開催された参院予算委員会に林外相は約7時間出席させられたもの、彼への質問は1問で答弁時間は53秒だった。
改革提起している松井孝治慶応大教授は、国益考慮すれば国会による首相など閣僚の拘束時間の短縮化、その対価に首相出席時に集中的にする仕組み構築、質疑の密度を高めるべしと指摘している。野党は首相を毎回出席させる理由は首相攻撃機会を失いたくないからというが本音であるが、政権交代に同じ外交上の弊害を味わうことになるため、産経新聞は与野党とも目先の政争よりも「国益を考えた」議会改革することを要求している。
産経新聞や日本維新の会からは必要な外交のための閣僚らの国会拘束への解除に賛同している。同党の和田有一朗衆院議員は「首相や外相は出席すべき国際会議があればどんどん行ってもらえばいい。合理的、実利的な国会運営をすべきだ」と述べている